# ITF Women's Circuit Reykjavik 1998
L'ITF Women's Circuit Reykjavik 1998 è stato un torneo di tennis facente parte della categoria ITF Women's Circuit nell'ambito dell'ITF Women's Circuit 1998. Il montepremi del torneo era di $10 000 e si è svolto nella settimana tra il 13 e il 17 gennaio 1998 su campi indoor in sintetico. Il torneo si è giocato a Reykjavík in Islanda.

## Vincitori

### Singolare
Karolina Jagieniak ha sconfitto in finale  Gabriela Navrátilová con il punteggio di 7–6, 6–0.

### Doppio
Kim Kilsdonk /  Jolanda Mens hanno sconfitto in finale  Olga Vymetálková /  Gabriela Navrátilová con il punteggio di 6–4, 5–7, 7–5.